# Lomba (Amarante)
Lomba é uma freguesia portuguesa do município de Amarante, com 3,63 km² de área e 820 habitantes (censo de 2021). A sua densidade populacional é 225,9 hab./km².
Lomba pertenceu ao extinto concelho de São Simão de Gouveia e possui paisagens da serra da Aboboreira e da serra do Marão.

## Demografia
A população registada nos censos foi:
| Distribuição da População por Grupos Etários | Distribuição da População por Grupos Etários | Distribuição da População por Grupos Etários | Distribuição da População por Grupos Etários | Distribuição da População por Grupos Etários |
| -------------------------------------------- | -------------------------------------------- | -------------------------------------------- | -------------------------------------------- | -------------------------------------------- |
| Ano                                          | 0-14 Anos                                    | 15-24 Anos                                   | 25-64 Anos                                   | > 65 Anos                                    |
| 2001                                         | 159                                          | 111                                          | 453                                          | 136                                          |
| 2011                                         | 112                                          | 111                                          | 430                                          | 140                                          |
| 2021                                         | 115                                          | 92                                           | 433                                          | 180                                          |

## Economia
Lomba, embora continue a possuir várias características rurais, tem tido um crescimento urbano assinalável, graças à proximidade existente com a cidade de Amarante (dista cerca de 4 km da sede do concelho). Nos últimos anos, em parte devido à urbanização da freguesia, a agricultura tem perdido a sua importância, começando a dar lugar a indústrias, como a metalúrgica, as madeiras e o mobiliário.  

## Património
- Estação arqueológica de Penedo da Moura
- Quinta de São Domingos
- Casa dos Bandidos
- Grão negro
- O Ninho dos Ratos
- Meco do Paulino Cabral